# Jeff Stolp
Jeffrey Stolp (Nashwauk, Minnesota, 1970. június 20. –) amerikai jégkorongozó, kapus.

## Pályafutása
Karrierjét a Minnesotai Egyetemen kezdte 1988-ban. Az egyetemi csapatban 1992-ig játszott. Az 1988-as NHL-drafton a Minnesota North Stars választotta ki a negyedik kör 64. helyén. A National Hockey League-ben sosem játszott. 1992-ben kezdte meg a felnőtt pályafutását az ECHL-es Dayton Bombersben majd átkerült az IHL-es Kalamazoo Wingsbe. 1993–1994-ben játszott az ECHL-es Birmingham Bullsban, a Dayton Bombersben és a Kalamazoo Wingsben. A Dayton Bombersből vonult vissza 1995-ben.